# Sint-Hippolytuskerk (Kanis)
De Sint-Hippolytuskerk is een bakstenen kerkgebouw in het kerkdorp Kanis in de Nederlandse gemeente Woerden. De kerk werd in 1914 gebouwd naar een ontwerp van architect Wolter te Riele. In 1915 werd de kerk ingewijd door de aartsbisschop van Utrecht, mgr. H. van de Wetering.
In 2011 is de parochie van de Hippolytuskerk overgegaan van het aartsbisdom Utrecht naar het bisdom Rotterdam. In 2012 is de parochie gefuseerd met die van Woerden, Oudewater en Meije-Zegveld tot de Parochie Pax Christi.
De kerk is een gemeentelijk monument.